# 韓芝俊
韓 芝俊（かん ししゅん、1930年2月21日 - ）は、元中華人民共和国最高領導人および元国務院総理である華国鋒の妻。

## 経歴
1930年2月21日、山西省五台県で生まれる。1945年に晋中第一高級中学に入学した。同年12月に中国共産党入党。1948年11月には晋中一地委宣伝部長の華国鋒と結婚。1975年、中国軽工業進出口公司政治部主任に就任。1978年、中華全国婦女連合会第四期委員会執行委員に就任。1980年に退任し、政界から引退した。

## 家族
- 父：韓七海、五台県游撃隊隊長。
- 母：田常鳳
- 夫：華国鋒
- 長子：蘇華、中国人民解放軍空軍某部軍官[2]。
- 次子：蘇斌、北京衛戍区（中国語版）幹部[2]。
- 長女：蘇玲、中国民用航空局交通管理局党委常委、工会主席、全国政協委員[2]。
- 次女：蘇莉、国務院機関事務管理局幹部[2]。
  - 外孫女：王蘇佳[2]